# Hylarana melanomenta
Hylarana melanomenta är en groddjursart som först beskrevs av Taylor 1920.  Hylarana melanomenta ingår i släktet Hylarana och familjen egentliga grodor. IUCN kategoriserar arten globalt som otillräckligt studerad. Inga underarter finns listade i Catalogue of Life.